# Рандрианантенаина, Намбининтоа
Намбининтоа Рандрианантенаина (фр. Nambinintsoa Randrianantenaina, род. 5 июня 1994) — мадагаскарский шоссейный велогонщик.

## Карьера
Один из двоюродных братьев Намбининтоа, Эмиль Рандрианантенаина, также велогонщик и дважды выигрывал Тур Мадагаскара.
В 2013 году стал чемпионом Мадагаскара в групповой гонка, опередив своего опередив своего двоюродного брата Эмиля. Затем он выиграл этапы на Туре Мадагаскара сначала в 2015 году, а затем в 2017 году. В конце 2018 года он выиграл этап Trophée des As, опередив своего двоюродного брата Эмиля.
В июле 2019 года на Играх островов Индийского океана завоевал бронзовую медаль в командной гонке.

## Достижения
2013
 Чемпион Мадагаскара — групповая гонка
2015
Тур Мадагаскара
3-й в генеральной классификации
9-й этап
2017
8-й этап на Тур Мадагаскара
2018
3-й этап на Trophée des As
2019
 Игры островов Индийского океана — командная гонка
Тур Мадагаскара
2-й в генеральной классификации
5-й этап